# Bae Suzy

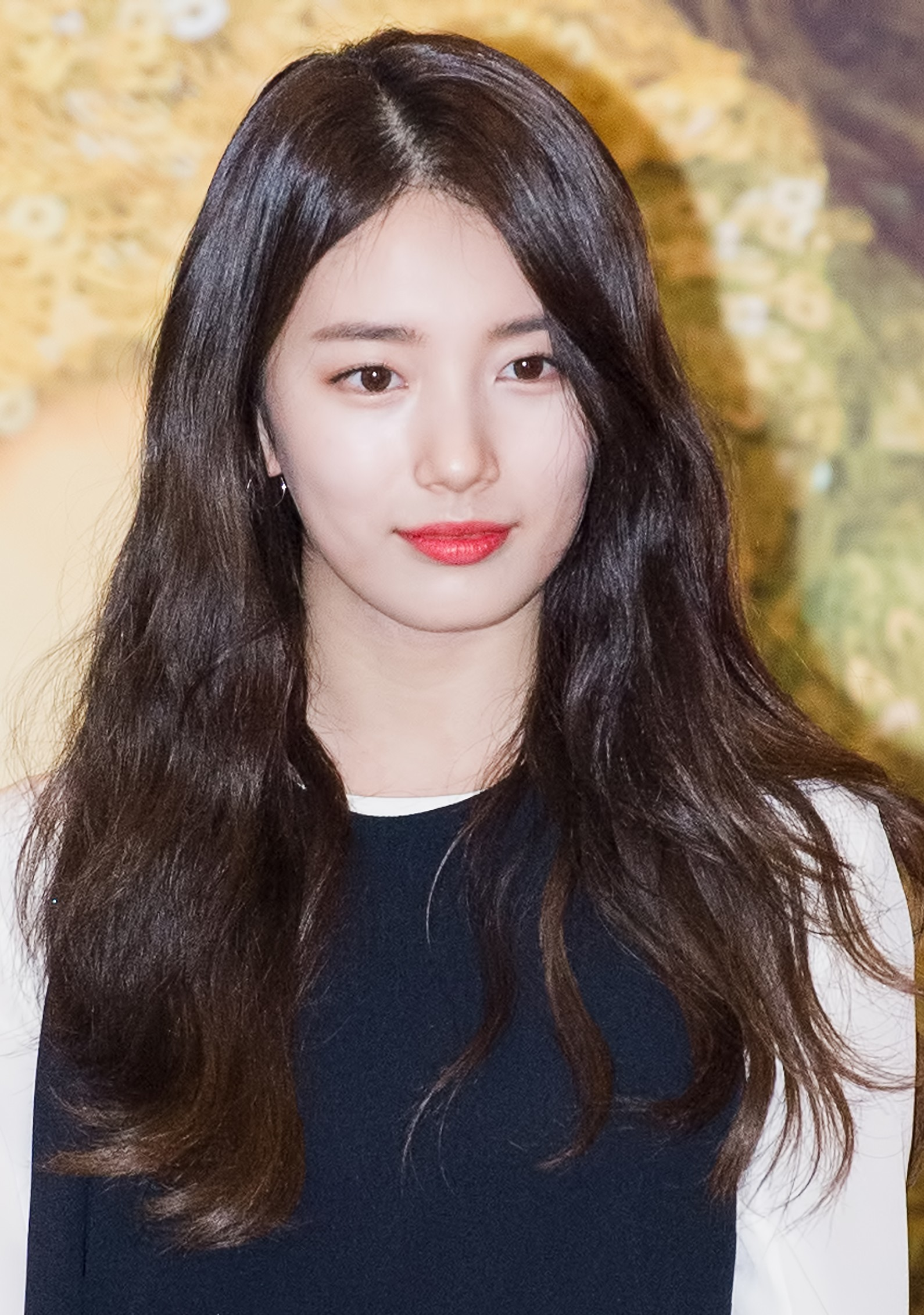
Suzy (2017)

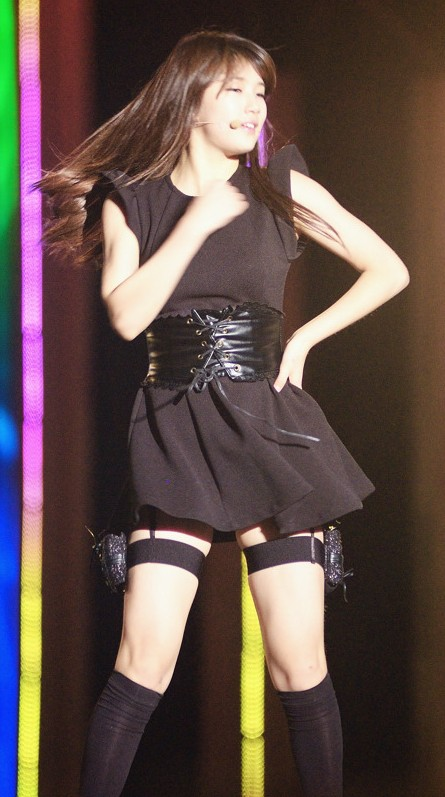
Suzy (2011)

Bae Suzy, właśc. Bae Su-ji (ur. 10 października 1994 w Gwangju) – południowokoreańska aktorka, modelka i piosenkarka, która należała do girlsbandu miss A.

## Filmografia

### Filmy
| Rok  | Tytuł                                          | Rola                  | Uwagi       |
| ---- | ---------------------------------------------- | --------------------- | ----------- |
| 2012 | Geon-chook-hak-gae-ron (ang. Architecture 101) | Yang Seo-yeon (młoda) |             |
| 2015 | Dorihwaga (The Sound of a Flower)              | Jin Chae-seon         |             |
| 2017 | Real                                           | Tatuażystka           | cameo       |
| 2019 | Baekdusan (Ashfall)                            | Choi Ji-young         |             |
| 2020 | Live Your Strength                             | Suzy                  | krótkometr. |
| 2024 | Wonderland                                     | Jeong In              |             |

### Seriale
| Rok  | Tytuł                                            | Rola         | Uwagi            |
| ---- | ------------------------------------------------ | ------------ | ---------------- |
| 2011 | Szkoła Marzeń                                    | Go Hye-mi    | 16 odc.          |
| 2012 | Big                                              | Jang Ma-ri   | 14 odc.          |
| 2013 | Księga rodziny Gu                                | Dam Yeo-wool | 22 odc.          |
| 2014 | Przybyłeś z Gwiazd                               | Go Hye-mi    | 1 odc.           |
| 2016 | Hamburo Aeteuthage (ang. Uncontrollably Fond)    | Noh-eul      | 20 odc.          |
| 2017 | Dangsin-i jamdeun saie (While You Were Sleeping) | Nam Hong-ju  | 32 odc.          |
| 2019 | Baegabondeu (Vagabond)                           | Go Hae-ri    | 16 odc.          |
| 2020 | Start-Up                                         | Seo Dal-mi   | 16 odc.          |
| 2022 | Anna                                             | Lee Anna     | gł. rola, 6 odc. |
| 2023 | Doona!                                           | Lee Doo-na   | gł. rola, 9 odc. |